# William Carr Lane
Pour les articles homonymes, voir Lane.
William Carr Lane (1er décembre 1789 – 6 janvier 1863) est un médecin et homme politique américain, premier maire de Saint-Louis dans le Missouri de 1823 à 1829 puis de 1837 à 1840. Il est également gouverneur du territoire du Nouveau-Mexique de 1852 à 1853.